# Bildwahrnehmung einer Werbeanzeige
Bildwahrnehmung beschreibt die Vorgänge im Körper bei der Aufnahme eines Bildes und dessen Verarbeitung im Gehirn.
Besonders für Werbung sind Bildwirkungen wichtig, denn sie haben einen entscheidenden Vorteil gegenüber den Sprachwirkungen: Bilder werden schneller erfasst.
Das Problem bei der visuellen Wahrnehmung ist, dass die Augen in der Sekunde lediglich drei Informationen der Größe eines 50-Pfennig-Stücks aufnehmen.
Tests mit Versuchspersonen ergaben, dass für eine gedruckte Anzeige durchschnittlich 40 Sekunden Lesezeit benötigt wird. Bei Eile oder Informationsüberlastung schrumpft die Betrachtungszeit auf nur zwei Sekunden.
Somit wird der Konsument durch visuelle Reize erreicht. Dabei haben Bilder weitere vorteilhafte Wirkungen, die die Werbebranche nutzen kann. Zunächst haben sie eine stärkere Aktivierungswirkung, es entsteht also eine schnellere Kontaktaufnahme zwischen Bild und Betrachter. Dann gibt es die Reihenfolgewirkung, die besagt, dass ein Bild in der Kette der Informationsaufnahme an erster Stelle steht. Aufgrund der stärkeren Aktivierung wird man sich an Bilder auch besser erinnern als an Texte, wobei man von Gedächtniswirkung spricht. Schließlich erzeugen Bilder auch eine stärkere Erlebniswirkung, das heißt, dass sie besser geeignet sind, emotionale Inhalte zu transportieren.

## Die physische Aufnahme eines Bildes
Eine Abbildung wird in unregelmäßigen Sprüngen abgetastet. Dabei wechseln sich Fixation, die im Schnitt 0,2 Millisekunden dauert, und Sakkade, während der kaum Informationen aufgenommen werden, ab.
In der Sekunde erfolgen drei bis fünf Fixationen, Informationseinheiten, die aufgenommen werden können. Die Informationsaufnahme selbst wird gedanklich kaum kontrolliert.
Auf ein bis zwei kurze Fixationen, die dem Betrachter Überblick verschaffen und das Thema des Bildes erfassen, folgen zwei längere Fixationen, die sich auf die Einzelheiten des Bildes richten. Dabei wird zwischen aktiver und passiver Reizaufnahme unterschieden, was bedeutet, dass bei wenig involvierter Betrachtung unbewusst und passiv aufgenommen wird.

## Gedankliche und emotionale Verarbeitung des Bildes
Bilder werden durch die Reaktion des verbalen und nonverbalen Gedächtnissystems verarbeitet. Je mehr Sprachanteile verarbeitet werden, desto bewusster muss die Aufnahme sein.
Ein Bild wird generell in zwei Schritten wahrgenommen. Zunächst entsteht ohne genaueres Hinsehen bei peripherer Reizaufnahme ein erster Eindruck des Bildes, den man als emotionalen Einstieg in den Wahrnehmungsvorgang bezeichnen kann. Dabei werden Farben und Formen extrem schnell aufgenommen. Dann folgt das erste Verständnis des Bildes, wobei das Bild mit einem inneren Schemabild verglichen wird. Im Gedächtnis jedes Betrachters sind visuelle Schemata gespeichert, die sich auf die typischen visuellen Eigenschaften eines Sachverhalts beziehen. Beim Betrachten des Bildes läuft dabei ein unbewusster Mustervergleich ab. Das innere Schemabild beeinflusst nun in Verbindung mit der erfolgten Bewertung des Bildes die weitere Wahrnehmung und gedankliche Verarbeitung.
Generell werden vier Fälle von Schemavergleichen unterschieden.
Trifft das Bild das Schema voll und ganz handelt es sich um Schemakongruenz. Wenn das Bild in Einzelheiten abweicht, wird es besser memoriert. Hier spricht man von ungewohnter Kombination. Wenn das Bild einem anderen Schemabild gleicht, also Schemagleichheit, treten Verwechslungen oder Verständnisschwierigkeiten auf, wie zum Beispiel bei der Kombination von Tropenstrand und Mittelmeerküste. Lässt sich das Bild in kein Schema einordnen, spricht man von Schemairrelevanz. Schemairrelevante Bilder sind am schwierigsten zu behalten, und werden nur dann erschlossen, wenn sie mit aktivem Interesse betrachtet werden, wie zum Beispiel abstrakte Kunst.
In der Regel gilt, dass Abweichungen vom Schemabild zu einer längeren und intensiveren Betrachtung anregen.

## Visuelle Reize
Damit ein Bild bestimmte Verhaltenswirkungen auslöst, muss sich die Werbung neben der sprachlichen und visuellen Rhetorik auch auf die Kenntnis von Gesetzmäßigkeiten des menschlichen Verhaltens stützen. Die Verhaltensforschung unterscheidet drei Arten von visuellen Reizen, die beim Betrachter Aktivierung erzeugen.

### Physische Reize
Farbe, Größe und Kontrast sichern immer Aktivierung: Sie sind unübersehbar. Es gilt: Je größer die Anzeige, desto länger die Betrachtungsdauer. Nahaufnahmen und übergroße Darstellung des Produktes aktivieren besonders stark, ebenso ein hoher Figur-Grund-Kontrast. Die Farben werden, neben ihrem Symbolgehalt, in zwei große Gruppen aufgeteilt. Rot, Orange und Gelb sind erregende Farben, während Blau, Grün und Violett als lustbetonte Farben zusammengefasst werden. Die Farbe ist auch für die Lenkung des Blickes auf die Schlüsselelemente des Bildes verantwortlich.

### Emotionale Reize
Besonders emotionale Reizwirkungen haben einen hohen Stellenwert in der Werbung. Sie sprechen Gefühle und Motive des Menschen an, wobei sie sich kaum abnutzen. Zum einen aktivieren Personenabbildungen, besonders solche von Gesichtern und Augen, zum anderen ist der Einsatz von Schlüsselattributen sehr wirksam. Unter Schlüsselattributen versteht man beispielsweise die treu blickenden Augen eines Hundes oder die Blumen auf einer Wiese als Natürlichkeitsattribut. Sehr wichtig bei den emotionalen Reizen sind die biologisch festgelegten Schlüsselreize wie Kindchenschema, erotische Reize oder archetypische Darstellungen. Archetypen befinden sich im kollektiven Unterbewusstsein der Menschen und werden beispielsweise mit Märchenfiguren, Traumbildern oder Gestalten aus der Mythologie angesprochen. Ein weiterer Schlüsselreiz ist die kulturübergreifende Körpersprache, für die jeder Mensch ein genetisch verankertes Verständnis hat. Weitere emotionale Reizkategorien wären beispielsweise Freiheit, Sicherheit, Individualität oder Erfolg.

### Überraschende oder auch kognitive Reize
Die kognitiven Reize oder auch Irritationen verstoßen gegen Wahrnehmungserwartungen des Empfängers. Dadurch werden die gedanklichen Aktivitäten stimuliert. Durch den Abgleich mit dem inneren Schemabild wird das irritierende Element schnell gefunden und länger fixiert. Es sind Bilder, die überraschen und provozieren und Vertrautes auf ungewohnte Art und Weise vermitteln. Gedankliche Reize sind aber nicht so spontan wie emotionale, auch nutzen sie sich schneller ab als diese.